# Triparni
Triparni è una frazione di Vibo Valentia di circa 720 abitanti.

## Geografia fisica
Il paese si trova sulla sommità di una collina, nel pendio che porta da Vibo Valentia fin sulla costa tirrenica.
Nelle due vallate laterali al paese scorrono i fiumi Chirdò e Trainiti che sfociano nel Golfo di Sant'Eufemia.

## Etimologia
Sull'origine del nome "Triparni" non si hanno fonti scritte, si conoscono solo due versioni raccontate e quindi tramandate da generazioni in generazioni.
La prima afferma che in seguito al terremoto del 1783, rimasero solo tre famiglie che si trovavano fuori sede, e sopravvissero quindi al disastro. Da qui diedero il nome "tres parentes" dal latino: tre famiglie, che poi divenne Triparni.
La seconda versione invece, molto più semplice, associa il significato del nome Triparni a "tre palme"  che si trovavano all'ingresso del paese.

## Storia

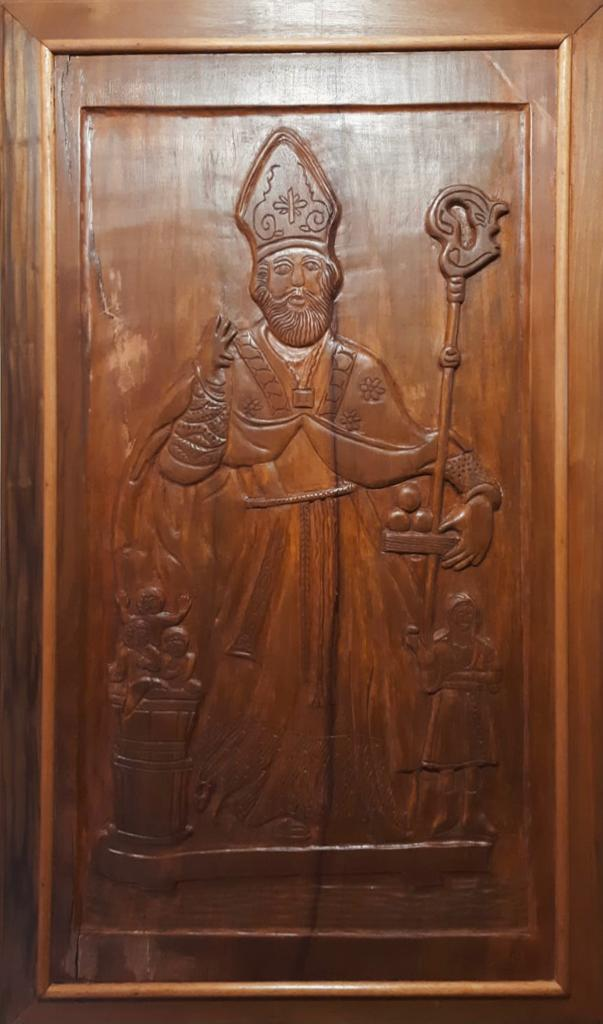
Il Patrono di Triparni, San Nicola di Bari, scolpito su legno dall'artista locale Michelangelo Profiti (1936-2020)

La nascita di questo piccolo centro abitato la si può far risalire al tempo dei Romani, in parallelo alla storia di Vibona (l'attuale Vibo Valentia). Le origini in quel periodo sono provate dai reperti archeologici rinvenuti in zona Porticelli, dove si suppone esistessero delle ville romane.
Si può ipotizzare perciò che proprio attorno a queste ville sorgesse già un piccolo centro abitato. In questa zona, su un altopiano ai piedi dell'attuale posizione, sorgeva il paese noto allora come Porticelli, che fu fino al XVII secolo Casale di Bivona.
Durante il medioevo si può supporre che Porticelli fosse un centro attivo, infatti, le distese di terra, ottime per la coltivazione, imponevano la presenza di un piccolo feudatario e di conseguenza di un borgo.
I diversi terremoti che scossero la Calabria, colpirono duramente anche Triparni che in alcuni casi ebbe percentuali di vittime più alte rispetto ai paesi limitrofi. Il terremoto del 1783, che distrusse interamente l'abitato causando 28 vittime, costrinse gli abitanti a ricostruire il paese più a monte, dove tuttora è situato.
Nel 1807 Triparni, Vena Inferiore e Vena media si costituirono in un unico comune, diventando autonomi da Monteleone (Vibo Valentia). L'autonomia durò 22 anni, infatti, il 1º gennaio 1829, Triparni ritornò ad essere sotto la competenza di Monteleone. Oggi, insieme a Vena Superiore, Vena Media, Vena Inferiore, Portosalvo, Bivona e Vibo Marina, Triparni è una frazione di Vibo Valentia.
Anche Triparni subì ingenti danni in seguito al terremoto della Calabria del 1905: è disponibile una foto dell'epoca che ne ritrae una delle sue vie devastata dai crolli.

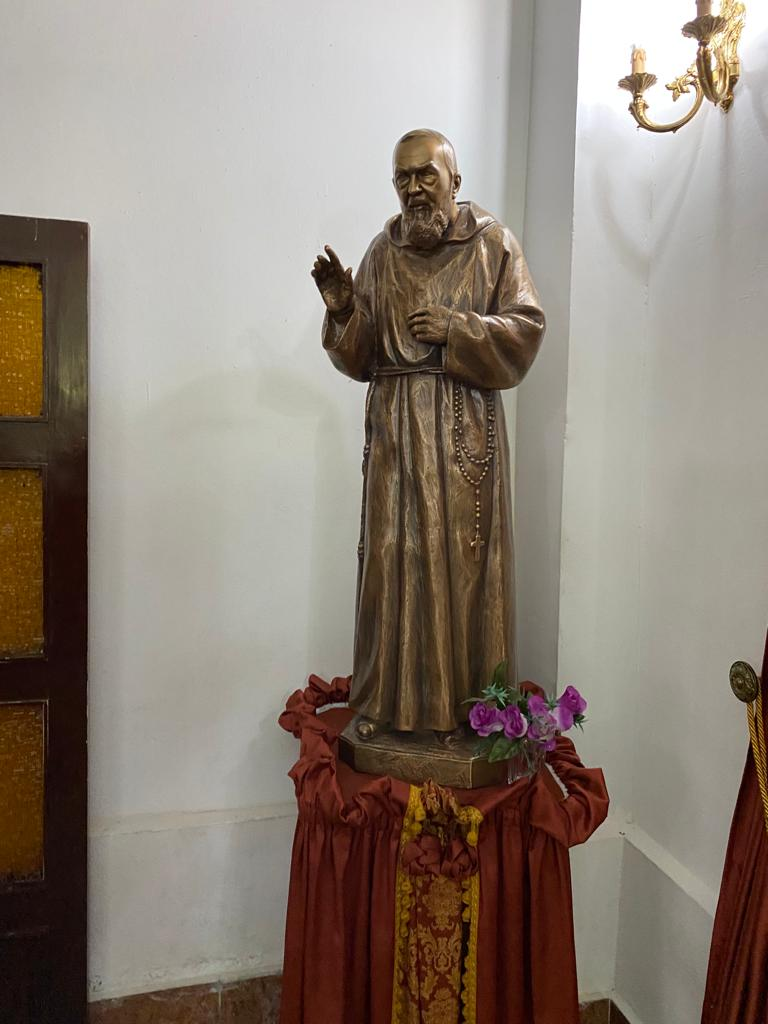
La statua di Pio da Pietrelcina presente nella Chiesa di Triparni